# Bukovje, Brežice
Bukovje este o localitate din comuna Brežice, Slovenia, cu o populație de 63 de locuitori.